# Hardkor i disko
Hardkor i disko – trzeci album studyjny zespołu SOFA. Wydany 28 lutego 2012 nakładem wytwórni EMI Music Poland. 

## Lista utworów
1. Bloodshed
2. Egzorcyzmy Emili Roze
3. Chłopcy
4. Hardkor I Disko
5. Obrażenia Wewnętrzne
6. Serpentyny I Mydlane Bańki
7. Headlights
8. Chaos ADHD
9. Clutter
10. Electro Insanity
11. On Nie Mówi